# Economie di agglomerazione
Le economie di agglomerazione o effetti di agglomerazione indicano situazioni di risparmio sui costi derivanti dall'agglomerazione urbana, una branca importante dell'economia urbana. Caratteristica peculiare dell'agglomerazione è che le imprese sono spesso localizzate l'una vicino all'altra. Il concetto di economie di agglomerazione è correlato all'idea di economie di scala e di economie di rete.
Poiché più aziende in settori di attività correlati si raggruppano, i loro costi di produzione possono diminuire in modo significativo (le aziende hanno più fornitori concorrenti; risultato di una maggiore specializzazione e divisione del lavoro). Anche quando le imprese concorrenti sono nello stesso settore, possono esserci vantaggi perché tale agglomerazione attrae più fornitori e clienti di quanto una singola impresa potrebbe ottenere da sola. Le città si formano e crescono per sfruttare le economie di agglomerazione.
All'opposto si definiscono le diseconomie di agglomerazione. Ad esempio, la crescita concentrata spazialmente nei settori dell'automobile può creare problemi di affollamento e congestione del traffico. È la tensione tra economie e diseconomie che permette alle città di crescere ma impedisce loro di diventare troppo grandi.
Il concetto di base delle economie di agglomerazione è che la produzione è facilitata quando c'è un raggruppamento di attività economiche. L'esistenza di economie di agglomerazione è centrale per la spiegazione di come le città aumentino di dimensioni e popolazione, il che colloca il fenomeno su una scala più ampia. La concentrazione dell'attività economica nelle città è una delle ragioni del loro sviluppo e della loro crescita.

## Vantaggi dell'agglomerazione
Quando le imprese formano cluster di attività economica, esistono particolari strategie di sviluppo che possono essere adottate per accumulare informazioni e incanalare il flusso di nuove innovative idee tra le imprese, permettendo il raggiungimento di quelli che gli economisti chiamano rendimenti di scala crescenti.
I rendimenti di scala crescenti e le economie di scala sono interni a un'impresa e possono consentire la creazione di più imprese derivanti da quella principale al di fuori dell'area o della regione. Le economie di scala esterne a un'impresa sono il risultato della vicinanza spaziale e sono indicate come economie di scala di agglomerazione. Le economie di agglomerazione possono essere esterne a un'impresa ma interne a una regione. È importante notare che questi rendimenti di scala crescenti sono un importante fattore che contribuisce alla crescita delle città. Le economie di agglomerazione esistono quando la produzione è più economica a causa di questo raggruppamento di attività economiche. Come risultato di questo raggruppamento diventa possibile stabilire altre imprese che possono trarre vantaggio da queste economie senza entrare in nessuna grande organizzazione principale.
I vantaggi derivano dall'agglomerazione spaziale di capitale fisico, aziende, consumatori e lavoratori:
- Bassi costi di trasporto
- Un grande mercato (locale)
- Una grande offerta di lavoro e quindi una maggiore possibilità di domanda e offerta di lavoro, in particolare per gli specialisti per compensare l'abbinamento rapido,
- Costi per ricerca e sviluppo inferiori
- L'accumulo di conoscenza e capitale umano porta a condivisione di conoscenza tra le imprese.

## Svantaggi dell'agglomerazione
Mentre l'esistenza delle città può persistere solo se i vantaggi superano gli svantaggi, l'agglomerazione può anche portare a congestione del traffico, inquinamento e altre esternalità negative causate dall'aggregazione di una popolazione di imprese e persone e che ciò può portare a diseconomie di scala. Un'altra fonte di diseconomie di agglomerazione può essere osservata in industrie caratterizzate da un accesso limitato a strutture o risorse di produzione pertinenti. Come affermato in precedenza, questi fattori causano la diminuzione del potere di determinazione dei prezzi delle imprese a causa dei numerosi concorrenti nell'area nonché della carenza di manodopera e della mancanza di flessibilità tra le imprese per l'abbondanza dei lavoratori. Le grandi città sperimentano questi problemi, ed è questa tensione tra economie di agglomerazione e diseconomie di agglomerazione che può contribuire alla crescita dell'area, controllare la crescita dell'area o causare una mancanza di crescita nell'area.
È stato anche dimostrato che le economie di agglomerazione aumentano la disuguaglianza sia all'interno delle aree urbane, sia tra aree urbane e rurali. L'economista dello sviluppo, Paul Collier, ha proposto che i guadagni dell'agglomerazione vengano tassati come rendite che portano a un distorto comportamento di rent seeking. Collier consiglia una tassa calcolata combinando alto reddito e localizzazione metropolitana, che può essere poi ridistribuita ad altre città che sono state duramente colpite a causa dell'agglomerazione.
Vanno menzionati gli svantaggi delle agglomerazioni:
- Forti pressioni ambientali
- Prezzi alti dei terreni
- Colli di bottiglia nei beni pubblici (ad es. infrastrutture carenti/sovraccaricate)
- Corruzione
- Alta pressione competitiva
- Mancanza di aree di riserva
- Disuguaglianza economica

## Tipi di economie
Esistono due tipi di economie che sono considerate su larga scala e hanno economie di scala esterne: economie di localizzazione ed economie di urbanizzazione.
Le economie di localizzazione derivano da molte imprese dello stesso settore che si trovano vicine l'una all'altra. Ci sono tre fonti di economia di localizzazione:
1. L'accessibilità che le imprese hanno a una varietà di lavoratori qualificati, che a sua volta offre opportunità di lavoro per i lavoratori.
2. Lo sviluppo delle industrie dovuto ai crescenti ritorni di scala negli input intermedi per un prodotto.
3. La relativa facilità di comunicazione e scambio di forniture, manodopera e idee innovative dovuta alla vicinanza tra le imprese.